# Avalon Theater (Larimore)
Das Avalon Theater ist ein Kino in Larimore im Grand Forks County, North Dakota und als Baudenkmal im National Register of Historic Places (NRHP) verzeichnet.

## Baubeschreibung
Das Kino hat eine einfach gestaltete Außenfassade mit würfelförmigen Elementen und dezenten geometrischen Details aus dem Art déco. Über dem Eingang ragt ein Vordach hervor, das Lichtwerbung für das Filmtheater zeigt. Es ist zwei Stockwerke hoch und hat eine Lobby mit einer Fläche von knapp 4,90 × 4,90 m. Das daran anschließende Foyer misst ungefähr 2,40 × 9,80 m und enthält das Treppenhaus.

## Geschichte
Frank J. Ujka erbaute von 1938 bis 1939 das Filmtheater. Es ersetzte das Grand Theater, das bis dahin auf der gegenüberliegenden Straßenseite operiert hatte. Der Baugrund für das Avalon Theater war eine Parzelle, die seit einem Hausbrand im Jahr 1922 nicht mehr genutzt worden war. Das Kino feierte am 28. April 1939 Premiere und zeigte zu diesem Anlass den Film Broadway Serenade. Das Filmtheater war bis zu Anfang der 1980er Jahre ohne Unterbrechung in Betrieb. Danach zeigte das Gebäude erhöhten Sanierungsbedarf. Earl und Myrl Sickles, zwei frühere Regisseure vom Off-Broadway, erwarben 1987 das Avalon Theater und führten umfangreiche Umbauten durch. Unter anderem wurde eine Theaterbühne eingebaut und Decke und Dach erneuert. Danach vermieteten sie das Gebäude an einen lokalen Kulturverein, der es für Theateraufführungen, Musicals und Gesangs- und Tanzveranstaltungen nutzt.
Das Avalon Theater ist seit dem 4. Februar 1991 im NRHP eingetragen.